# 1135
Évszázadok: 11. század – 12. század – 13. század
Évtizedek: 1080-as évek – 1090-es évek – 1100-as évek – 1110-es évek – 1120-as évek – 1130-as évek – 1140-es évek – 1150-es évek – 1160-as évek – 1170-es évek – 1180-as évek
Évek: 1130 – 1131 – 1132 – 1133 –  1134 – 1135 – 1136 – 1137 – 1138 – 1139 – 1140

## Események
- az év folyamán – 
  - II. (Szerzetes) Ramiro aragóniai király diszpenzációt kér és kap a pápától, hogy nőül vehesse Poitiers-i (Aquitaniai) Ágnes Maudot, IX. Vilmos aquitániai herceg lányát.
  - III. Konrád német ellenkirály V. Henrik német-római császár győzelmeinek (elfoglalja a sváb hercegséget) hatására lemond a német trónról.
  - Blois István követi I. Henriket az angol trónon. Matild császárné, I. Henrik leánya és V. Henrik német-római császár özvegye ezt nem fogadja el, és sajátjának nyilvánítja az angol trónt.
  - A crug mawr-i csatában Owain Gwynedd walesi herceg legyőzi a normannokat.
  - A szeldzsuk törökök uralmának vége Bagdadban.
  - Düsseldorf városának megalapítása.
  - Péter kerül a veszprémi püspökség élére.[1]

## Születések
- március 30. – Maimonidész zsidó filozófus
- III. Sancho kasztíliai király († 1158).
- Pierre Blois francia költő és diplomata.
- Petronila aragóniai királynő, II. (Szerzetes) Ramiro és Poitiers-i (Akvitániai) Ágnes Maud lánya.

## Halálozások
- december 1. – I. Henrik angol király (* 1068)